# زاك هاميل
زاك هاميل هو لاعب هوكي الجليد كندي، ولد في 23 سبتمبر 1988 في بورت كوكويتلام في كندا.

## وصلات خارجية
- زاك هاميل على موقع دوري الهوكي الوطني (الإنجليزية)
- زاك هاميل على موقع قاعة مشاهير الهوكي (لاعب أن.إتش.أل) (الإنجليزية)
- زاك هاميل على موقع EliteProspects.com (الإنجليزية)
- زاك هاميل على موقع Eurohockey.com (الإنجليزية)
- زاك هاميل على موقع HockeyDB.com (الإنجليزية)
- زاك هاميل على موقع Hockey-Reference.com (الإنجليزية)